# قطعنامه ۶۹ شورای امنیت
قطعنامه ۶۹ شورای امنیت سازمان ملل متحد که در تاریخ ۰۴ مارس ۱۹۴۹ تصویب شد، سندی بین‌المللی دربارهٔ پذیرش اعضای جدید سازمان ملل متحد: اسرائیل است. این قطعنامه طی نشست ۴۱۴ام با ۹ موافق، ۱ مخالف و ۱ ممتنع تصویب شد.